# Convenció de Seneca Falls

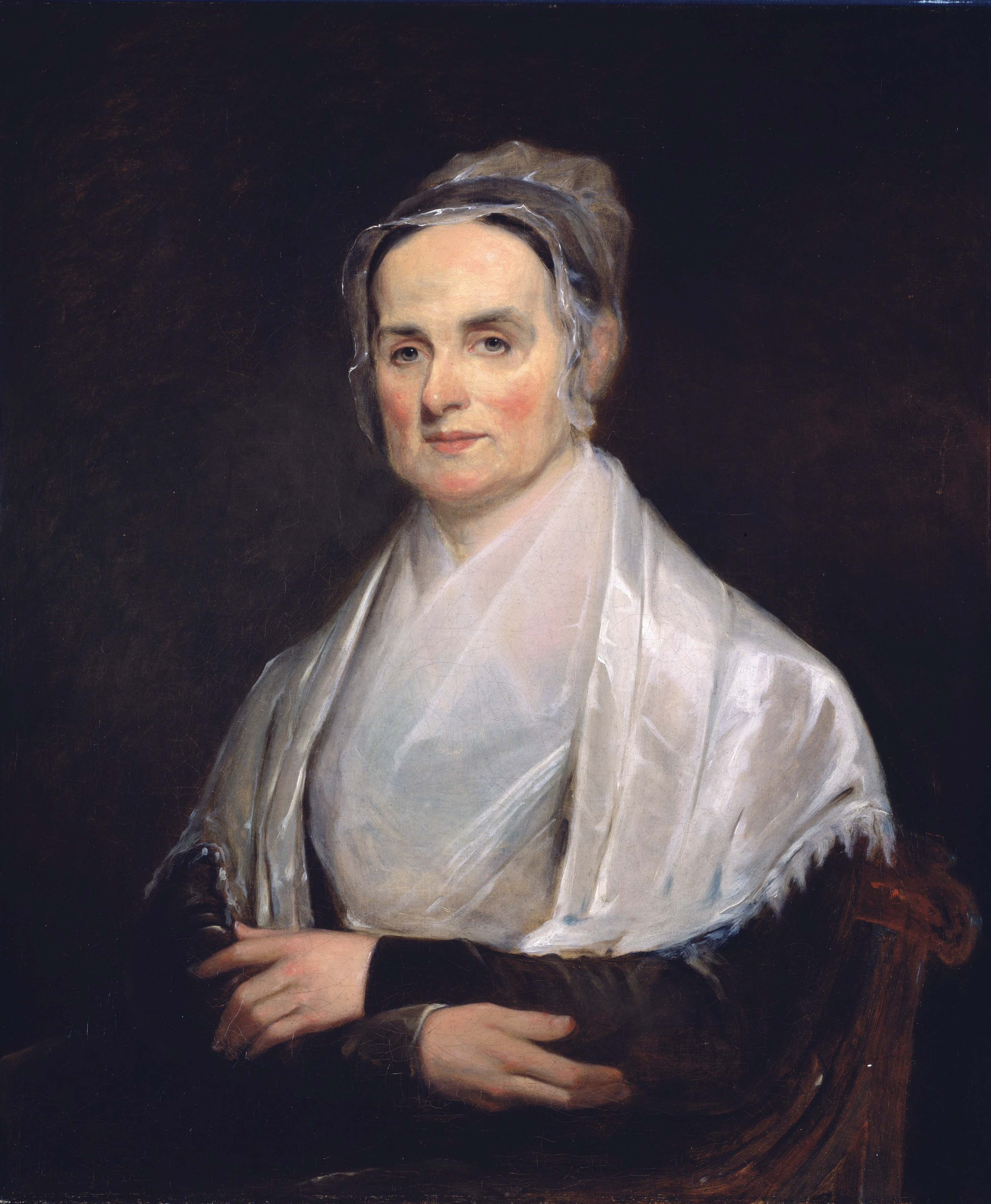
Lucretia Mott el 1841.

La Convenció de Seneca Falls fou la primera convenció per debatre els drets de la dona. Va ser promoguda com "una convenció per discutir la condició i drets socials, civils i religiosos de la dona". El congrés tingué lloc entre els dies 19 i 20 de juliol de 1848 a Seneca Falls (Nova York) i estigué organitzat majoritàriament per la Societat Religiosa d'Amics i Elizabeth Cady Stanton, la qual llegí una declaració final que esdevingué un dels textos fundacionals del feminisme estatunidenc. Durant la primera jornada només estaven admeses les dones, mentre que el segon dia era obert a tota la societat, si bé al final no es va complir i diversos homes van assistir a tota la convenció. Va ser la predecessora de moltes altres convencions pels drets de les dones, incloent la Convenció de Drets de les dones de Rochester, a l'estat de Nova York, celebrada tan sols dues setmanes més tard. El 1850 va iniciar-se la primera de les Convencions Nacionals dels Drets de les dones a Worcester, Massachusetts. La trobada va ser organitzada per dones locals pertanyents a la congregació cristiana Societat Religiosa d'Amics (quàquers) juntament amb Elizabeth Cady Stanton, amb qui no compartien credo. Van idear l'esdeveniment durant una visita a l'àrea a càrrec de Lucretia Mott, quàquera cèlebre per la seva habilitat oratòria. La convenció va ser considerada per alguns del seu contemporaries, també per Mott, com un pas important, entre d'altres, a favor dels drets socials, civils i morals de les dones, si bé per altres va ser percebuda com a l'inici revolucionari de la lluita femenina per la igualtat completa. Stanton reconeixia la Convenció de Seneca Falls com el començament del moviment pels drets de les dones, una opinió que va quedar recollida a la Història de Sufragi de Dona, que Stanton va coescriure. La Declaració de Sentiments va esdevenir "el factor singular més important per la propagació de novetats en el moviment pels drets de les dones al llarg del país", segons Judith Wellman, historiadora de la convenció. Per la Convenció Nacional pels Drets de les Dones de 1851, el sufragi femení ja havia esdevingut un postulat central en moviment pels drets de les dones dels Estats Units.Aquestes convencions van celebrar-se anualment fins l'esclat de la Guerra Civil americana el 1861.

## Antecedents

### Moviment de reforma
Les dècades anteriors a 1848, un nombre reduït de dones, amb la col·laboració d'alguns homes, va començar a mostrar-se contràries a les restriccions que els imposava la societat. El 1831, el reverend Charles Grandison Finney va començar a permetre que les dones preguessin en veu alta en reunions mixtes. El Segon Gran Despertar desafiava els rols femenins tradicionals. La sufragista Paulina Wright Davis va marcar la decisió de Finney com el començament del moviment de reforma de les dones americanes.

### Dones en el moviment abolicionista
El 1832, el periodista abolicionista William Lloyd Garrison va fundar la Societat Antiesclavista Estatunidenca, on encoratjava a les dones a participar-hi activament. Les idees de Garrison no van ser benvingudes per la majoria dels seus membres, i molts van optar per fundar les seves pròpies societats abolicionistes.

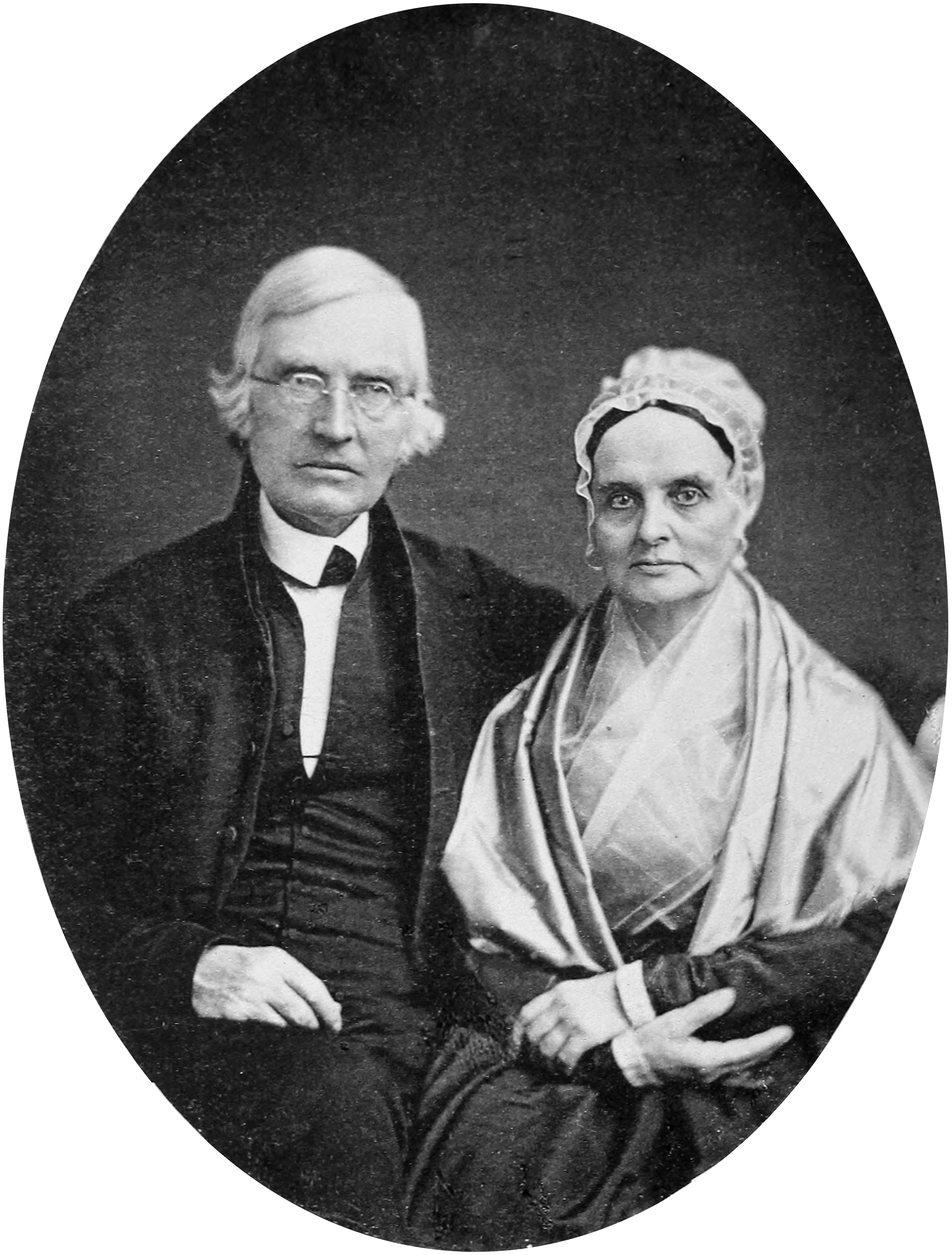
James i Lucretia Mott.

En aquesta època, unes quantes dones van començar a guanyar fama com a escriptores i oradores en matèries d'abolició. A la dècada de 1830, Lydia Maria Child animava a les dones a escriure els seus propis testaments, i Frances Wright va escriure diversos llibres sobre els drets de les dones i reforma social. Les germanes Gimké van publicar les seves tesis contra esclavitud a finals de 1830, i van començar a parlar davant d'audiències mixtes a la Societat Antiesclavista de Garrison, com també ho feia Abby Kelley. Tot i que aquestes dones predicaven, principalment, sobre els mals d'esclavitud, el sol fet que una dona parlés en públic era notable, i un pas més per la futura causa feminista. El 1836, Ernestine Rose va començar a impartir conferències per grups de dones entorn el que anomenaven "Ciència de Govern", dins les quals es debatia l'emancipació de la dona.
El 1840, a instància de Garrison i Wendell Phillips, Lucretia Coffin Mott i Elisabeth Cady Stanton van viatjar a Londres amb els seus marits i una dotzena d'altres abolicionistes, tan homes com dones, per assistir a la primera Convenció Mundial Contra l'Esclavitud. Phillips havia presentat una moció en la que demanava la inlcusió de la participació femenina en l'acte, que va ser rebutjada després d'una jornada intensa de debat. Finalment, es va estipular que les dones podrien escoltar però no parlar ni votar en les activitats del marc de la convenció. Arrel del viatge, Mott i Stanton van decidir organitzar la seva propia convenció per portar més enllà el debat entorn els drets de les dones, a banda de la qüestió abolicionista. El 1842, Thomas M'Clintock i la seva esposa Mary Ann van fundar la Societat Contra l'Esclavitud de Nova York Occidental, i van participar en la redacció de la seva constitució. Quan Frederick Douglass va traslladar-se a Rochester el 1847, va unir a Amy i Isaac Post i els M'Clintocks a la seva Societat Americana Contra l'Eslavitud.

### Els drets de les dones
El 1839 a Boston, Margaret Fuller va començar a acollir converses, reunions semblants alssalons francesos, entre dones interessades en discutir les "grans qüestions" referents al seu gènere. Sophia Ripley era una dels participants. El 1845, Fuller va publicar Woman in the Nineteenth Century, un assaig que cridava a les dones a definir-se com a autosuficients.
A la dècada de 1840, les dones dels Estats Units buscaven assolir un major control sobre les seves vides, dirigides pels seus pares i marits i també en l'àmbit públic, on no tenien gaires oportunitats de participació. Els estatuts estatals i el dret anglosaxó prohibien a les dones heretar propietat, signanr contractes, servir en jurats i votar a les eleccions. Les perspectives laborals eren minses: tan sols podien optar a uns pocs treballs relacionats amb el sector serveis, i se'ls pagava aproximadament la meitat que als homes per fer la mateixa feina. A Massachusetts, Sophia Ripley i el seu marit van fundar la Granja Brook el 1841. Es tractava d'un experiment utòpic de vida comunal en la que es va tractar d'implementar la igualtat laboral entre homes i done. Va acabar fracassant.
La tardor de 1841, Elizabeth Cady Stanton va donar el seu primer discurs públic, sobre el Moviment per la Temprança, davant de 100 dones a Seneca Falls. En una carta a la seva amiga Elizabeth J. Neal afirmava que tan ella com l'audiència van acabar plorant: "Vaig transmetre en el meu discurs una dosi homeopàtica de drets de la dona, com tinc cura de fer en moltes converses privades".
Lucretia Mott va reunir-se amb Elizabeth Cady Stanton a Boston el 1842, i varen discutir altra vegada la possibilitat d'una convenció pels drets de les dones. Encara van parlar-ne una vegada més el 1847, abans que Stanton es mudés de Boston a Seneca Falls.
El març de 1848, Garrison, els Motts, Abby Kelley Foster, Stephen Symonds Foster i altres van aplegar-se a Boston en una assemblea contra el sàbbat per tal d'aconseguir l'eliminació de les lleis que només s'apliquen el dissabte, i perquè els treballadors poguessin gaudir de més d'un dia a la setmana per descansar. Lucretia Mott i dos altres dones actives en el comité executiu van parlar davant dels reunits Mott va posar en dubte la creença sega en la tradició religiosa i social.

### Triomfs polítics

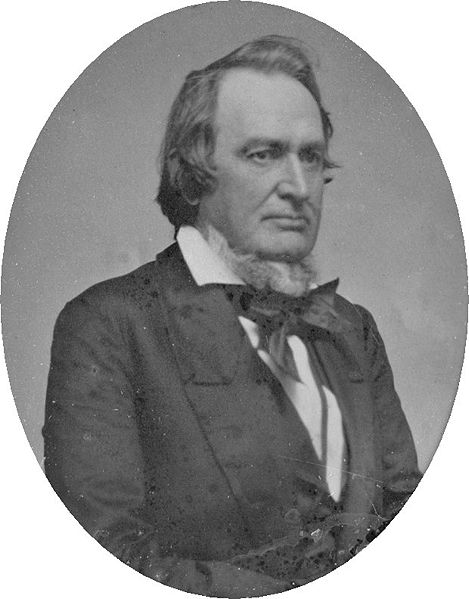
Gerrit Smith va convertir el sufragi femení en un dels pilars fonamentals del Liberty Party.

El 7 d'abril de 1848, a resposta d'una demanda ciutadana, l'Assemblea Estatal de Nova York va aprovar l'acta de la Propietat de la Dona Casada, que donava dret a la dona a retenir propietat, tan aportada en el moment del matrimoni com adquirida després. Els creditors ja no podrien agafar la propietat de la dona per pagar els deutes del marit. Precedint l'aprovació d'aquesta llei, el 1846 es va emetre un pamflet, probablement del jutge John Fine, que s'emparava de la familiaritat dels lectors amb la Declaració d'Independència dels Estats Units per demanar "Que tots som creats lliures i iguals...", i que aquesta idea hauria d'aplicar-se a la igualtat de sexes. "Les dones, com els homes, tenen facultat per gaudir plenament de les seves benediccions pràctiques". Un grup de 44 dones casades de Nova York occidental van escriure a l'Assemblea el març de 1848, dient:
| « | La vostra Declaració d'Independència declara que els governs obtenen els seus poders del consentiment del governat. I com que a les dones mai se'ns ha considerat, ni hem estat representades, ni reconegudes per aquest govern, és evident que no se'n pot demanar cap lleialtat... Les nostres nombroses i anuals peticions per aquesta matèria desitjable han estat ignorades, ara demanem a aquest august òrgan que aboleixi totes les lleis que es responsabilitzen de les dones casades més que dels infants, idiotes, i llunàtics." | » |

L'Assemblea General de Pennsilvània va aprovar una llei similar sobre la propietat de les dones casades unes setmanes més tard, promoguda per Lucreta Mott, entre d'altres. Aquestes lleis estatals progressistes eren vistes com una nova esperança pels drets de les dones.
El 2 de juny de 1848 a Rochester, Nova York, Gerrit Smith va ser nomenat candidat a la presidència del Liberty Party. Smith era cosí germà d'Elizabeth Cady Stanton, i el dos gaudien debatent i discutint assumptes polítics i socials. A la National Liberty Convention, celebrada els dies 14 i 15 a Buffalo, Nova York, Smith va marcar un punt d'inflexió; en el seu discurs demanava "sufragi universal en el seu sentit més ampli, tan dones com homes han de poder votar". Els diputats del Liberty Party van afegir al seu programa electoral un passatge que adressava el sufragi femení: "Ni aquí, ni en qualsevol altra part del món, el dret del sufragi està estès més enllà d'un dels sexes. Aquesta exclusió universal de dona... argumenta, de manera concloent que, de moment, no hi ha una nació cristiana que hagi superat el barbarisme, que permeti a la dona alçar-se fins al nivell de la família humana." A aquesta convenció, cinc vots van advocar per Lucretia Mott com a vicepresident de Smith —la primera vegada que en els Estats Units una dona era considerada per a exercir una activitat executiva federal.

### Influència quàquera
Molts membres de la Societat Religiosa d'Amics, coneguts com a quàquers, van establir-se al Nova York occidental, prop de Seneca Falls. Una branca particularment progressista vivien a Waterloo i als afores. Aquests quàquers defensaven relacions maritals igualitàries tan en les relacions personals com en el repartiment de la feina.
Tot i que des de la dècada de 1660 les dones quàqueres predicaven públicament, i els postulats quàquers tradicionals defensaven que homes i dones eren iguals, les quàqueres es reunien per separat per considerar i decidir qüestions relatives a les tasques de treball de la congregació. Ja a la dècada de 1840, es va considerar que la presa de decisió en matèries laborals fos conjunta. El 1848 dins la comunitat quàquer es formà el grup dels Amics Progressius, que van pretendre implicar encara més les dones en afers de la fe, i van introduir reunions mixtes, donant a les dones una veu igual a la dels homes.

## Primer dia
Al primer dia es va discutir la situació de discriminació de la dona i es va instar a cadascuna d'elles a lluitar per fer valer els seus drets, utilitzant arguments del feminisme liberal. Una de les oradores principals fou Lucretia Mott, qui destacà la desigualtat en les tasques domèstiques, l'absència de la dona en l'esfera pública i la impossibilitat de votar i les diferents exigències que patien per culpa dels rols de gènere. Es va debatre un document de Staton titulat "Declaració de Sentiments", on tots els presents van afegir esmenes perquè servís com a declaració final.

## Segon dia
El segon dia va iniciar-se amb el debat de les lleis recentment aprovades que permetien la dona conservar les seves propietats al matrimoni, de manera que no perdés independència econòmica. Posteriorment s'abordà el dret a vot, en un conjunt de presentacions on destacà la presència de Frederick Douglass. Els actes de cloenda van fer èmfasi en la igualtat de tots els éssers humans, principi reconegut per la Constitució.

## Repercussions
La premsa del moment es feu ressò de la convenció, sobretot els diaris National Reformer, Oneida Whig i el New York Tribune, amb posicions diverses. L'èxit d'audiència feu que es convertís en un esdeveniment anual, un fòrum on debatre qüestions sobre la dona i crear canvis en l'opinió pública. Es va replicar el model en altres congressos regionals que es van lligar al sufragisme i altres moviments pro drets civils.